# Rada Języka Szwedzkiego
Svenska språkrådet (pol. Rada Języka Szwedzkiego) jest głównym organem regulującym rozwój języka szwedzkiego. Rada jest częściowo finansowana przez rząd szwedzki i ma półoficjalny status.
Rada utrzymuje kontrolę nad językiem przez publikację poradników z zaleceniami dotyczącymi pisowni i gramatyki, jak również książek na temat lingwistyki przeznaczonych dla różnych odbiorców. Zyski ze sprzedaży są wykorzystywane na finansowania jej działalności.
Rada Języka Szwedzkiego współpracuje również z innymi organizacjami, które są związane z językiem szwedzkim, m.in. z Akademią Szwedzką oraz Szwedzkim Radiem. Kilka organizacji dziennikarskich, nauczycielskich, pisarskich, aktorskich i tłumaczy jest również z nią związanych.
Od 1965 roku Rada wydaje kwartalne czasopismo Språkvård (Opieka języka), w którym publikowane są artykuły na temat wykorzystania i rozwoju języka szwedzkiego. Czytelnicy otrzymują odpowiedzi na temat pisowni i gramatyki, jak również przedstawiane są wytyczne dla stosowania języka szwedzkiego w różnych kontekstach. Obecnie liczy ponad 6500 subskrybentów. Pomysł na stworzenie rady powstał w 1941 roku jako część nowo założonej Nordyckiej Rady Językowej. Jednak pod koniec II wojny światowej w 1944 roku rada stała się samodzielną instytucją pod nazwą Nämnden för svensk språkvård (pol. Rada rozwoju języka szwedzkiego). Siedziba rady znajduje się w Sztokholmie.